# Theilera guthriei
Theilera es un género monotípico de plantas  perteneciente a la familia Campanulaceae. Contiene una única especie: Theilera guthriei Phillips. Es originaria de Sudáfrica donde se encuentra en la Provincia del Cabo.

## Descripción
Es un arbusto enano perennifolio que alcanza un tamaño de 0.3 - 0.6 m de altura. se encuentra a una altitud de 365 - 1870 metros en Sudáfrica.

## Taxonomía
Theilera guthriei fue descrita por (L.Bolus) E.Phillips y publicado en Bothalia 2: 369. 1932.
Sinonimia
- Wahlenbergia guthriei L.Bolus, Ann. Bolus Herb. 1: 193 (1915).[5][6]